# 關穎
關 穎（テリー・クァン、クァン・イン、Terri Kwan、1976年7月2日 - ）は台湾の女優、 モデル。

## プロフィール
- 本名 - 陳品穎
- 身長 - 165cm
- 体重 - 45kg
- 血液型 - O型
- 星座 - 蟹座
- 言語 - 中国語・英語
- 学歴 - ニューヨーク大学芸術管理修士

## 出演

### ドラマ
- 吐司男之吻II（2003年、台湾） - 關穎 役
- 又見橘花香（2003年、台湾） - 駱心蕾 役
- 蒲公英（2003年、中国）
- 候鳥e人（2004年、台湾） - 李詠湘 役
- 天国のウェディングドレス（天國的嫁衣）（2005年、台湾） - Katrina 役
- ドリームメーカー（偸天換日）（2005年、台湾） - 余慕緹 役
- 君につづく道 （這裡發現愛）（2007年、台湾）- 陸怡 役
- Starlit〜君がくれた優しい光（心星的涙光）（2009年、台湾）- 董小鹿 役

### 映画
- 給我一隻貓（2002年、台湾）
- 小雨之歌（2002年、台湾）
- ターンレフト・ターンライト （向左走・向右走）（2004年、香港）
- 鯊魚黑幫（2004年）
- DEATH HOUSE 〈デスハウス〉 -悪魔の館- （宅變）（2005年、台湾）
- 軍鶏 Shamo （2006年、香港・日本）
- DNAがアイ・ラブ・ユー （基因決定我愛你）（2007年、台湾）
- レジェンド・オブ・ソルジャー -選ばれし者- （神選者）（2008年、台湾）
- 4枚目の似顔絵 （第四張畫）（2010年、台湾）
- ハーバー・クライシス 湾岸危機 Black&White Episode1 （痞子英雄首部曲:全面開戰）（2012年、台湾）
- 非常幸運（2013年、中国）
- 瑪德2號（2013年、台湾・中国）
- ハーバー・クライシス 都市壊滅 （痞子英雄2：黎明再起）（2014年、台湾）

### CM/イメージキャラクター
- 道亨銀行（2001年、香港）
- 大通銀行（2001年、香港）
- Tiger Beer（2002年、シンガポール）
- MITSUBISHI 手機（2003年、台湾）
- 台塑膠原蛋白（2004年、台湾）
- 潘婷洗髮精（2004年、台湾）
- 詩芬洗髮水（2004年、中国）
- FORTE保養品（2004年-2005年、台湾）
- ワセリン（2009年〜、台湾）
- モダンガール女性下着（2012年〜、台湾）
- Monkey Bow（2021年）[1]
- JOPAPA（2021年）[2]

### PV
- 1994年：說聲我愛你（アーロン・クオック/渴望）
- 2002年：禮物（ジャッキー・チュン/他在那裡）
- 2003年：沒有你（羅志祥/Show time）
- 2003年這：一秒我哭了（羅志祥/Show time）
- 2004年：牛仔（元衛覺醒/元衛覺醒）
- 2004年：沈迷（ジジ・リョン/歸屬感）
- 2007年：打分數（黃立行/無神論 ）
- 2008年：讓（楊宗緯/鴿子）2008年
- 2012年：嗨嗨人生（MC HotDog/貧民百萬歌星）

## 音楽活動

### アルバム
- 『關不住的秘密』 2010年7月23日（日本未発売）

## 慈善活動
- 2023年 Dear Voice 因愛而聲[3]